# Polyscias nodosa
Polyscias nodosa là một loài thực vật có hoa trong Họ Cuồng cuồng. Loài này được (Blume) Seem. miêu tả khoa học đầu tiên năm 1865.